# Pileolaria pettiboneae
Pileolaria pettiboneae är en ringmaskart som beskrevs av Bailey-Brock 1987. Pileolaria pettiboneae ingår i släktet Pileolaria och familjen Serpulidae. Inga underarter finns listade i Catalogue of Life.